# Магницкий, Николай Александрович
Николай Александрович Магницкий (род. 14 декабря 1951, Москва) — математик, доктор физико-математических наук, профессор кафедры нелинейных динамических систем и процессов управления факультета ВМК МГУ, заведующий лабораторией Института системного анализа РАН.

## Биография
Родился 14 декабря 1951 года в Москве. Окончил математическую школу № 7 г. Москвы в 1969 году. В том же году поступил на механико-математический факультет МГУ. С 1970 году продолжал образование на факультете вычислительной математики и кибернетики МГУ, который окончил в 1974 году. Обучался в аспирантуре факультета ВМК МГУ (1974—1977).
Кандидат физико-математических наук (1977), тема диссертации: «Некоторые методы приближенного решения интегральных уравнений Вольтерра 1-го рода» (научный руководитель А. Н. Тихонов). Доктор физико-математических наук (1989), тема диссертации: «Асимптотические методы анализа нестационарных управляемых систем». Профессор по специальности прикладная математика.
Действительный член РАЕН (2002), член Американского математического общества.
Награжден медалью Верховного Совета РСФСР «За отличную службу по охране общественного порядка» (1980).
Работает в Институте системного анализа РАН в должностях младшего (1983—1985), старшего (1985—1992), ведущего научного сотрудника (с 1992). В настоящее время заведует лабораторией в ИСА РАН.
Член Ученого Совета ИСА РАН и Совета по защите диссертаций, член редколлегий нескольких российских и зарубежных научных журналов, профессор факультета ФУПМ МФТИ и факультета ФН МГТУ.
В Московском университете работает с 1992 года по совместительству в должности доцента, а с 2006 года — профессора кафедры нелинейных динамических систем и процессов управления факультета ВМК.
Сфера научных интересов: нелинейные дифференциальные уравнения, хаотическая динамика, математическое моделирование, нейронные и иммунные сети. Им создана аналитическая теория интегральных уравнений Вольтерры, решена проблема множителей Стокса в аналитической теории обыкновенных дифференциальных уравнений, разработан метод характеристических функций в теории устойчивости, предложены новые классы искусственных нейронных и иммунных сетей, выведена система нелинейных уравнений рыночной экономики, разработана теория динамического хаоса в любых нелинейных системах дифференциальных уравнений, дано решение проблемы турбулентности методами хаотической динамики, разработаны основы математической теории физического вакуума.
Руководит семинаром «Хаотические динамические системы» для студентов, аспирантов и сотрудников.
Является автором более 200 научных статей и 6 монографий.